# Theresa Sparks
Theresa Sparks, née le 8 avril 1949 à Kansas City, au Kansas est une Américaine, directrice exécutive de la Commission des droits de l'homme de San Francisco et candidate au poste de superviseure de San Francisco pour le district 6 lors des élections de novembre 2010.
C'est une ancienne présidente de la Commission de police de San Francisco et ancienne PDG de Good Vibrations. Elle est également l'une des femmes transgenres les plus célèbres de San Francisco et a été Grand Marshal lors de la pride de San Francisco en 2008.
Theresa Sparks est également membre émérite du conseil d'administration du Alice B. Toklas LGBT Democratic Club, une vétérane de la marine et une ingénieure qualifiée,. Elle est membre du conseil d'administration de la Fondation Horizons, une organisation philanthropique communautaire LGBT.

## Biographie

### Jeunesse
Theresa Sparks née le 8 avril 1949 à Kansas City, au Kansas, où elle grandit,,,. Assignée homme à la naissance, Theresa Sparks exprime son identité de genre dès son plus jeune âge en portant des vêtements pour femmes, avant de cacher son identité durant son l'adolescence.
Theresa Sparks étudie à la Kansas State University et obtient un diplôme d'ingénierie. Elle sert dans la marine américaine. Plus tard, elle dirige plusieurs entreprises de gestion et de recyclage des déchets et brevète deux techniques de recyclage.
Elle épouse sa première femme en 1971 et ensemble, elles ont trois enfants : deux fils et une fille. Après neuf ans de mariage, Theresa Sparks fait un coming out transgenre auprès de sa femme. Elles se séparent peu de temps après puis divorcent. Theresa Sparks se remarie, mais ce mariage se solde également par un divorce.
Theresa Sparks subit « une thérapie intense et un traitement par électrochocs » pour tenter de réprimer sa féminité, avant de décider enfin d'embrasser son identité de genre. Elle déclare plus tard « C'est une condition inhabituelle, mais ce n'est pas contre-nature. Vous découvrez que la seule façon de vivre avec est de faire une transition physique afin que votre apparence physique corresponde à ce que vous ressentez. »

### Transition
En 1997, Theresa Sparks déménage à San Francisco,, une ville connue comme l'une des plus accueillantes pour les personnes transgenres du pays. Magrès cela, Theresa Sparks  subit des discriminations en tant que femme transgenre. Malgré 20 ans d'expérience dans la gestion des déchets et la gestion de trois sociétés de conseil en environnement avant sa transition, Theresa Sparks a du mal à trouver un emploi à San Francisco en tant que femme. Elle postule sans succès pour plus de 100 emplois,. Theresa Sparks trouve finalement des emplois sporadiques en tant que chauffeure de taxi, caissière de banque et recenseuse pour éviter de devenir sans-abri,.
Un soir, alors qu'elle se promène dans le quartier Tenderloin de San Francisco, une zone connue pour être parcourue par des travailleuses du sexe transgenres, Theresa Sparks déclare avoir été harcelée par un policier, qui a exigé de voir sa pièce d' identité et qui lui a demandé de justifier sa présence. « [La police] suppose que s'il y a une personne transgenre qui marche dans la rue dans le Tenderloin, c'est probablement parce que c'est une prostituée », déclare-t-elle plus tard à propos de l'expérience.

### Activisme
Peu de temps après son arrivée à San Francisco, Theresa Sparks s'immerge dans le paysage politique de San Francisco. Frustrée par les obstacles auxquels elle et d'autres personnes transgenres sont confrontées, tels que la discrimination en matière d'emploi et de logement, la violence anti-transgenre, le harcèlement policier et le manque de traitements médicaux abordables, elle aide à organiser un groupe d'activistes transgenres pour faire pression sur le conseil de surveillance de San Francisco. En 1999, ils forment le Transgender Political Caucus (TPC) et font campagne pour élire de membres du San Francisco Board of Supervisors qui se battront pour les droits civils des transgenres.

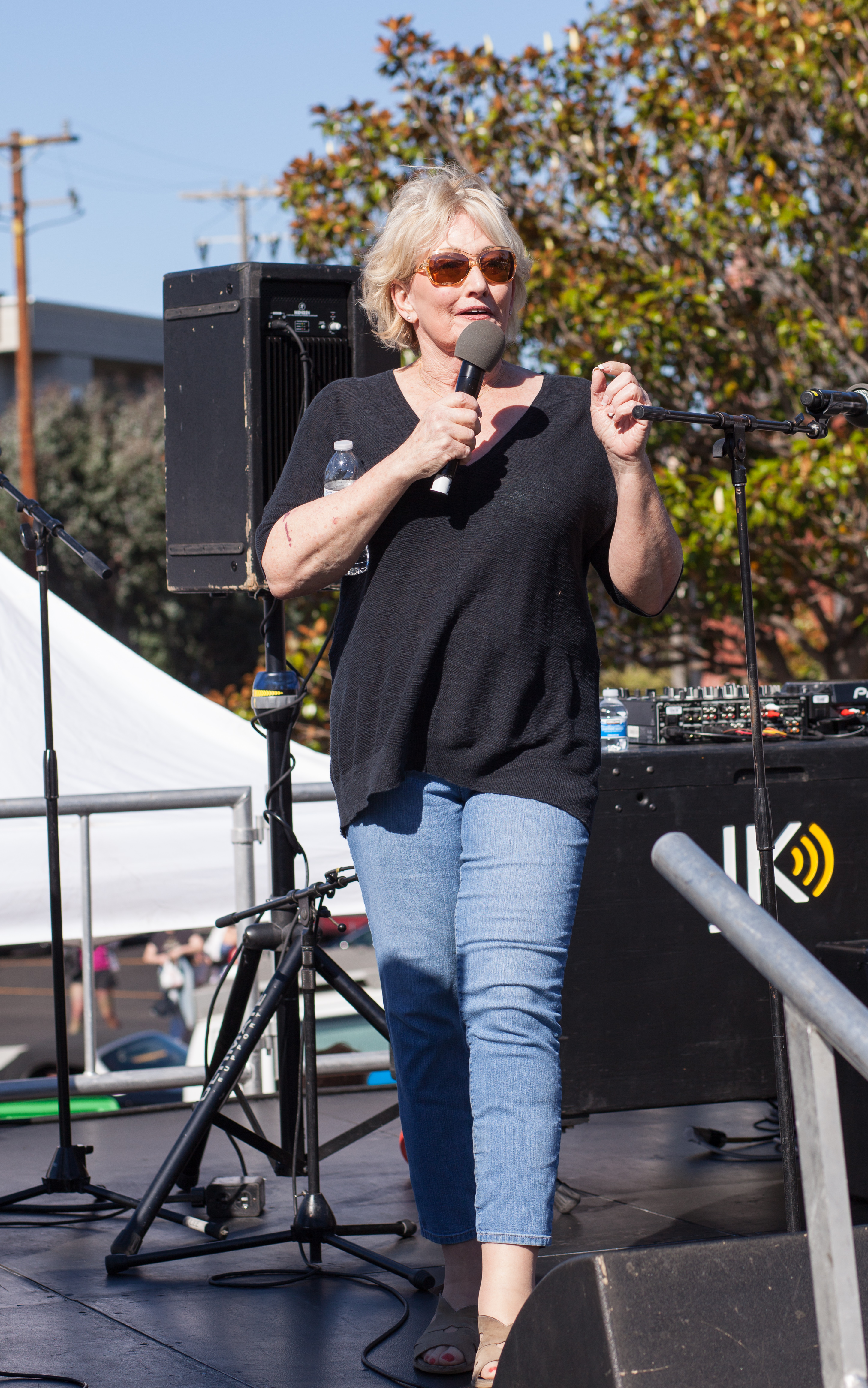
Theresa Sparks prend la parole lors de la Trans March de San Francisco, juin 2016.

### Service public
En 2000, l'activisme de Theresa Sparks incite le superviseur Mark Leno à créer un nouveau groupe de travail municipal sur la mise en œuvre des droits civils des personnes transgenres, dont Theresa Sparks devient une membre fondatrice. Un an plus tard, Theresa Sparks et Mark Len aident à établir des prestations médicales plus larges pour les employés municipaux diagnostiqués avec une dysphorie de genre,. La nouvelle loi est alors la seule politique gouvernementale de ce type dans le pays et prévoit une couverture médicale pour l'hormonothérapie et la chirurgie de changement de sexe.
Le maire Willie Brown nomme Theresa Sparks pour présider le comité consultatif LGBT de la Commission des droits de l'homme de San Francisco au début de 2001, faisant d'elle la toute première personne transgenre nommée par la Commission. Theresa Sparks utilise sa position pour faire pression en faveur d'un nouveau programme de formation à l'accueil des personnes transgenres pour les agents de police du comté, que le département de police de San Francisco (SFPD) accepte de produire le 10 août 2001. Le programme comprend des directives spécifiques sur la manière de traiter les personnes transgenres et sur la manière de documenter  les cas impliquant des personnes trans. Elle siège à la commission pendant deux mandats de quatre ans.
Le 16 juin 2016, le maire de San Francisco, Ed Lee, nomme Theresa Sparks conseillère principale sur les initiatives transgenres.

### Commission de police
Impressionné par le service public de Theresa Sparks, le conseil de surveillance de San Francisco la nomme commissaire de police et elle prête serment le 30 avril 2004 par le maire Gavin Newsom. Elle est vice-présidente de la commission pendant deux ans jusqu'au 24 mai 2006, date à laquelle elle refuse volontairement de postuler à nouveau pour ce poste. le San Francisco Chronicle rapporte que Theresa Sparks critiquait ses collègues commissaires, citant entre autres le manque de solutions apportées par la Commission face au taux élevé de meurtres de la ville et au moral bas des forces de l'ordre.
Le 9 mai 2007, Theresa Sparks est élue présidente de la commission de police de San Francisco par un seul vote, faisant d'elle la première personne transgenre à être élue présidente d'une commission de San Francisco et la plus haute responsable transgenre de San Francisco. Le vote décisif est exprimé par le commissaire Joe Alioto Veronese, ce qui surprend de nombreux observateurs qui s'attendaient à ce qu'il vote pour le candidat favori du maire.
« Theresa définit ce qu'est être une pionnière », déclare Cecilia Chung au San Francisco Bay Times peu après les élections. Cecilia Chung, directeur adjoint du Transgender Law Center et membre de la Commission des droits de l'homme de San Francisco, voit l'élection de Theresa Sparks comme un moment marquant pour les personnes transgenres de la ville. « Son génie et son dévouement continuent d'ouvrir des portes aux personnes transgenres à travers San Francisco et l'État. Elle représente une voix forte et engagée pour notre communauté sur les questions de réforme et de surveillance de la police ; et cette élection est un indicateur clair du nombre croissant d'opportunités de leadership qui sont ouvertes à de plus en plus de membres de la communauté. ».

### Good Vibrations
En 2001, Theresa Sparks trouve un travail temporaire dans le service d'expédition de la société de sex-toy Good Vibrations. La directrice générale, Beth Doyle, reconnait rapidement les compétences de gestion de Theresa Sparks et l'embauche comme directrice financière lorsque le poste est devient disponible trois mois plus tard.
Doyle quitte l'entreprise en avril 2005, frustrée par les contraintes de la structure d'entreprise coopérative, et le conseil d'administration de Good Vibrations élit Theresa Sparks au poste de directrice général.
Cependant, les ventes sur Internet de Good Vibrations, qui sont initialement couronnées de succès et représentent à un moment donné les deux tiers de ses revenus, commencent à souffrir lorsque les détaillants de masse Amazon.com et Drugstore.com commencent à proposer des marchandises pour adultes. La société doit également faire face à la concurrence de petits sites Web indépendants de divertissement pour adultes. Confrontée à une crise de trésorerie, la société fait appel sur son site Internet à des investisseurs potentiels pour lui permettre d'acheter des stocks pour les fêtes de fin d'année 2007. En septembre 2007, la société est achetée par le grossiste de nouveautés pour adultes GVA-TWN, qui possède aussi 50 magasins de détail pour adultes dans le Midwest.
Avant la vente, le conseil d'administration comprend Theresa Sparks, Margaret Cho, Donna Daniels, Charlie Glickman, Carol Queen, Linda Shaw et James Williamson. Les deux entreprises annoncent qu'il n'y avait pas de plans immédiats pour licencier des travailleurs ou changer la direction de l'entreprise.

### Femme de l'année
En 2003, Theresa Sparks devient la première femme transgenre à être nommée Femme de l'année par l'Assemblée de l'État de Californie. Mark Leno, membre de l'assemblée, ami de Theresa Sparks et militant pour les droits civiques des personnes transgenres, déclare qu'il a choisi Theresa Sparks pour le prix, non seulement pour honorer son plaidoyer au nom de la communauté LGBT, mais pour humaniser un projet de loi sur les droits civiques des personnes transgenres qu'il a présenté plus tôt cette année-là. Le projet de loi 196 de l'Assemblée, qui a été promulgué par le gouverneur Gray Davis plus tard cette année-là, a modifié la loi californienne sur l'emploi et le logement équitables, rendant illégale la discrimination dans les décisions d'emploi ou de logement sur la base du statut transgenre ou des stéréotypes de genre,.
Le 31 mars 2003, dans son talk-show, The Tonight Show, Jay Leno fait des remarques sur le genre assigné à la naissance de Theresa Sparks et sur le prix qu'elle vient de recevoir La directrice exécutive la National Transgender Advocacy Coalition, Vanessa Edwards Foster, qualifie les commentaires de Leno de déshumanisants.